# Paulina Ayala
Paulina Ayala (née le 25 juin 1962 à Santiago du Chili) est une enseignante et femme politique canadienne d'origine chilienne. Elle a été la députée de la circonscription de Honoré-Mercier à la Chambre des communes du Canada sous l'étiquette du Nouveau Parti démocratique de 2011 à 2015.

## Biographie
Paulina Ayala détient un diplôme d’enseignante en histoire et géographie et un certificat en français langue seconde et en éducation multiculturelle de l’Université du Québec à Montréal. Elle a émigré au Canada en 1995.
Elle défait le député sortant Pablo Rodriguez lors de l'élection fédérale canadienne de 2011. Le 26 mai 2011, elle est nommée porte-parole de l'opposition officielle du Canada pour les Amériques et les affaires consulaires.
Elle est défaite par Rodriguez lors de l'élection générale du 19 octobre 2015.

## Résultats électoraux
|                                                                                               | Nom                           | Parti              | Nombre de voix | %      | Maj.  |
| --------------------------------------------------------------------------------------------- | ----------------------------- | ------------------ | -------------- | ------ | ----- |
|                                                                                               | Vincent Marissal              | Québec solidaire   | 12 920         | 35,2 % | 2 500 |
|                                                                                               | Jean-François Lisée (sortant) | Parti québécois    | 10 420         | 28,4 % | -     |
|                                                                                               | Agata La Rosa                 | Libéral            | 6 148          | 16,8 % | -     |
|                                                                                               | Sonya Cormier                 | Coalition avenir   | 5 703          | 15,6 % | -     |
|                                                                                               | Karl Dubois                   | Vert               | 521            | 1,4 %  | -     |
|                                                                                               | Paulina Ayala                 | NPD Québec         | 314            | 0,9 %  | -     |
|                                                                                               | Catherine Raymond-Poirier     | Parti nul          | 225            | 0,6 %  | -     |
|                                                                                               | Alexandra Liendo              | Conservateur       | 217            | 0,6 %  | -     |
|                                                                                               | Coralie Laperrière            | Bloc pot           | 130            | 0,4 %  | -     |
|                                                                                               | Stéphane Chénier              | Marxiste-léniniste | 55             | 0,2 %  | -     |
| Total                                                                                         | Total                         | Total              | 36 653         | 100 %  |       |
| Le taux de participation lors de l'élection était de 69,4 % et 542 bulletins ont été rejetés. |                               |                    |                |        |       |

|       | Candidat                 | Parti                | # de voix | % des voix |
|       | Guy Croteau              | Conservateur         | +06 226,  | 12,05 %    |
|       | Audrey Beauséjour        | Bloc québécois       | +06 680,  | 12,93 %    |
|       | Pablo Rodriguez          | Libéral              | +29 211,  | 56,55 %    |
|       | (sortante) Paulina Ayala | NPD                  | +08 478,  | 16,41 %    |
|       | Angela Budilean          | Vert                 | +00814,   | 1,58 %     |
|       | Yves Le Seigle           | Marxiste-léniniste   | +00081,   | 0,16 %     |
|       | Dayana Dejean            | Forces et Démocratie | +00168,   | 0,33 %     |
| Total | Total                    | Total                | 51 658    | 100 %      |

|       | Candidat                    | Parti              | # de voix | % des voix |
|       | Gérard Labelle              | Conservateur       | +05 992,  | 12,42 %    |
|       | Martin Laroche              | Bloc québécois     | +08 935,  | 18,52 %    |
|       | (sortant) Pablo Rodriguez   | Libéral            | +14 641,  | 30,35 %    |
|       | Paulina Ayala               | NPD                | +17 545,  | 36,37 %    |
|       | Gaëtan Bérard               | Vert               | +00770,   | 1,6 %      |
|       | Valery Chevrefils-Latulippe | Parti Rhinocéros   | +00181,   | 0,38 %     |
|       | Jean-Paul Bédard            | Marxiste-léniniste | +00170,   | 0,35 %     |
| Total | Total                       | Total              | 48 234    | 100 %      |